# Metaschalis disrupta
Metaschalis disrupta är en fjärilsart som beskrevs av Moore 1879. Metaschalis disrupta ingår i släktet Metaschalis och familjen tandspinnare. Inga underarter finns listade i Catalogue of Life.